# Елшанское муниципальное образование (Новобурасский район)
Елшанское муниципальное образование — муниципальное образование в составе Новобурасского района Саратовской области. Административный центр — село Елшанка. На территории поселения находятся 5 населённых пунктов — 3 села, 2 деревни.
Законом Саратовской области от 20 апреля 2018 года № 41−ЗСО Елшанское, Лоховское и Новобурасское муниципальные образования преобразованы, путём их объединения, во вновь образованное муниципальное образование «Новобурасское муниципальное образование Новобурасского муниципального района Саратовской области», наделённое статусом городского поселения с административным центром в рабочем посёлке Новые Бурасы.

## Населённые пункты
- село Елшанка — административный центр;
- село Малая Каменка;
- село Марьино-Лашмино;
- деревня Алёшкино;
- деревня Михайловка